# Patrick Mahomes
Patrick Lavon Mahomes II (17 de setembro de 1995) é um jogador de futebol americano, que atua como quarterback pelo Kansas City Chiefs da National Football League (NFL). Ele jogou futebol americano universitário em Texas Tech e foi selecionado pelos Chiefs como a décima escolha geral no Draft, da NFL de 2017. Mahomes é filho de Pat Mahomes ex-arremessador da MLB.
Mahomes passou seu ano de novato na NFL como reserva do QB Alex Smith, em 2017. Após os Chiefs trocarem Smith para o Washington Redskins no ano seguinte, Pat Mahomes tornou-se o titular da equipe. Na temporada de 2018, ele lançou para 5 097 jardas, 50 touchdowns e 12 interceptações. Mahomes tornou-se o primeiro quarterback na história a passar das 5 000 em uma temporada da NFL e que tinha também a mesma marca, de forma similar, de quando estava na faculdade. Além disso, juntou-se a Tom Brady e Peyton Manning, como os únicos QBs da história da NFL a lançar para 50 touchdowns em uma única temporada. Por sua performance no seu primeiro ano como titular na liga, ele foi selecionado para o Pro Bowl, nomeado First Team All-Pro e ainda foi coroado Jogador Ofensivo do Ano e Jogador Mais Valioso da NFL. Mahomes, junto com Lamar Jackson, Cam Newton e Steve McNair, é apenas um dos quatro afro-americanos a ganhar o prêmio de MVP.
Durante os playoffs da temporada de 2019-2020, Mahomes liderou os Chiefs até o Super Bowl LIV, a primeira aparição de equipe de Kansas City em cinquenta anos, onde derrotaram o San Francisco 49ers. Por sua performance, Patrick Mahomes foi eleito o MVP do Super Bowl. Em 2023 e em 2024, ele levou os Chiefs a dois títulos consecutivos, nas edições LVII e LVIII, respectivamente, se tornando o primeiro quarterback a faze-lo desde 2005.
Desde que se tornou quarterback titular dos Chiefs, Mahomes liderou o time para cinco aparições seguidas no AFC Championship Game de 2018 a 2022, que empatava em segundo lugar a melhor marca junto com Ken Stabler pelo maior número de aparições consecutivas em jogos de finais de conferência por um quarterback. As conquistas da carreira de Mahomes ao longo de suas primeiras seis temporadas na NFL lhe renderam muitos elogios de jornalistas esportivos, com muitos o considerando como sendo um dos maiores quarterbacks da história da NFL. Em julho de 2020, Mahomes renovou seu contrato com os Chiefs por dez anos, no valor de mais de US$ 500 milhões de dólares, fazendo dele um dos atletas mais bem pagos do esporte mundial até aquele período.

## Primeiros Anos
Mahomes é filho de Pat Mahomes, ex-arremessador da MLB, e Randi Mahomes. Mahomes estudou em Whitehouse High School em Whitehouse, Texas. Ele jogou futebol americano, beisebol e basquete. 
No futebol americano, ele teve 4.619 jardas passadas, 50 passes para touchdowns, 948 jardas correndo e 15 touchdowns no seu último ano. No beisebol, ele teve 16 strikeouts em um jogo em seu último ano. Ele foi nomeado o Atleta Masculino Maxpreps de 2013-2014.
Mahomes foi avaliado pela Rivals.com como um recruta de três estrelas e foi classificado como o 12º melhor quarterback de sua classe. Ele se comprometeu a Texas Tech University. Mahomes também foi uma das principais perspectivas para o draft de 2014 da Major League Baseball, mas não se esperava que fosse alto devido ao seu compromisso com a Texas Tech. Ele foi selecionado pelo Detroit Tigers na 37ª rodada, mas não assinou contrato.

## Carreira na Faculdade

### Calouro

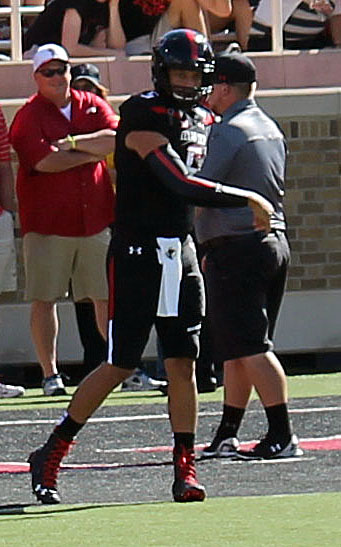
Mahomes jogando por Texas Tech em 2014

Mahomes entrou em sua temporada de calouro como reserva de Davis Webb. Mahomes viu sua primeira ação na carreira contra Oklahoma State depois que Webb deixou o jogo com uma lesão, ele completou dois passes para 20 jardas com um touchdown e uma interceptação. Depois de Webb novamente se machucar, Mahomes começou seu primeiro jogo na carreira contra Texas. Ele completou 13 passes para 109 jardas no jogo. Mahomes continuaria a ser o titular dos três jogos depois disso. Contra Baylor, ele lançou para um recorde 12 passes para 598 jardas com seis touchdowns e uma interceptação.
Na temporada, ele passou para 1.547 jardas e 16 touchdowns com quatro interceptações.
Mahomes dividiu o tempo com o time de beisebol, Texas Tech, onde ele era um arremessador.

### Segundo Ano
Mahomes começou sua segunda temporada em Texas Tech como quarterback titular. No primeiro jogo da temporada de 2015, Mahomes passou para 425 jardas e quatro touchdowns em uma vitória por 59-45 sobre Sam Houston State University. Ele seguiu com uma performance de 361 jardas contra a UTEP, lançando para quatro touchdowns e correndo para dois touchdowns na vitória por 69 a 20. Contra TCU, Mahomes passou para 392 jardas e dois touchdowns na derrota por 55 a 52.
No geral, na temporada de 2015, ele terminou com 4.653 jardas, 36 touchdowns e 15 interceptações.

### Terceiro Ano
Antes do início da temporada de 2016, Mahomes anunciou que estava deixando o time de beisebol para se concentrar no futebol americano.
Em 22 de outubro de 2016, Mahomes bateu vários recordes da NCAA, Big 12 e da Universidade contra o Oklahoma em casa. Mahomes quebrou os recordes do NCAA FBS para o ataque total de um único jogo com 819 jardas. Ele também empatou o recorde de NCAA para jardas passadas de um único jogo com 734. No geral, o jogo estabeleceu o recorde da NCAA de mais passes combinados das duas equipes: 1.708 jardas (sendo o outro quarterback do Oklahoma, Baker Mayfield). Os 125 pontos somados é a segunda maior marca envolvendo times ranqueados.
Mahomes terminaria a temporada liderando o país em jardas por jogo (421), jardas passadas (5.052) e touchdowns totais (53). Por seu desempenho, ele foi premiado com o Trófeu Sammy Baugh, dado anualmente ao principal passador da faculdade do país, juntando-se ao treinador Kliff Kingsbury, Graham Harrell e B. J. Symons como outros Red Raiders que ganharam o prêmio. Ele também foi nomeado pro Segundo Time da Academic All-American pelo College Sports Information Directors of America.
Mahomes anunciou em 3 de janeiro de 2017 que ele iria renunciar ao seu último ano de elegibilidade na faculdade e entrar no Draft da NFL.

### Recordes da NCAA
- Mais jardas em um único jogo: 734 (vs Oklahoma Out. 22, de 2016)
- Mais jardas no ataque em um único jogo: 819 (vs Oklahoma Out. 22, de 2016)

### Estatísticas da Faculdade
| Passes | Passes     | Passes | Passes | Passes | Passes | Passes | Passes | Passes |
| Ano    | Equipe     | JD     | Cmp    | Ten    | Pct    | Jardas | TDs    | Int    |
| ------ | ---------- | ------ | ------ | ------ | ------ | ------ | ------ | ------ |
| 2014   | Texas Tech | 7      | 105    | 185    | 56,8%  | 1 547  | 16     | 4      |
| 2015   | Texas Tech | 13     | 364    | 573    | 63,5%  | 4 653  | 36     | 15     |
| 2016   | Texas Tech | 12     | 388    | 591    | 65,7%  | 5 052  | 41     | 10     |
| Total  | Total      | 32     | 857    | 1 349  | 63,5%  | 11 252 | 93     | 29     |

## Carreira profissional

### Draft da NFL
Saindo de Texas Tech, Mahomes foi projetado como uma escolha de primeira ou segunda rodada pela maioria dos analistas e olheiros. Durante os exercícios de arremesso na NFL Scouting Combine, os passes de Mahomes foram marcados a 60 mph, empatando com Logan Thomas e Bryan Bennett no passe mais rápido já registrado na NFL. 
Mahomes foi classificado como o segundo melhor quarterback pela SI.com, o terceiro melhor pela ESPN, e o quarto melhor pela NFLDraftScout.com. 
Depois de uma impressionante exibição na NFL Combine, representantes de 28 equipes da NFL se interessaram por ele. Ele teve 18 treinamentos e visitas particulares, o que foi o máximo para qualquer perspectiva em 2017. Entre os treinadores que foram ver ele estão: Bruce Arians do Arizona Cardinals, Sean Payton do New Orleans Saints, Bill Lazor do Cincinnati Bengals e treinadores do Los Angeles Chargers, do Cleveland Browns, do Chicago Bears e do Pittsburgh Steelers.
| Altura                          | Peso   | Comprimento do braço | Tamanho de mão | Corrida de 40 jardas | Corrida de 10 jardas | Corrida de 20 jardas | 20-ss             | 3-cone              | Salto Vertical |
| ------------------------------- | ------ | -------------------- | -------------- | -------------------- | -------------------- | -------------------- | ----------------- | ------------------- | -------------- |
| 1.88 m                          | 102 kg | 0.84 m               | 0,23 m         | 4.80 s               | 4.08 s               | 6.88 s               | 30 em (De 0,76 m) | 9 pés 6 em (2.90 m) | 24             |
| Todos os valores da NFL Combine |        |                      |                |                      |                      |                      |                   |                     |                |

O Kansas City Chiefs selecionou Mahomes na primeira rodada (10º escolha no geral) no draft da NFL de 2017. O Buffalo Bills trocou a 10ª escolha geral pela primeira rodada, pela terceira rodada e pela primeira rodada do Chiefs no draft de 2018 da NFL. Ele foi o primeiro quarterback selecionado pelos Chiefs na primeira rodada desde que selecionou Todd Blackledge que foi o sétimo no geral no Draft da NFL de 1983.

### Temporada de 2017

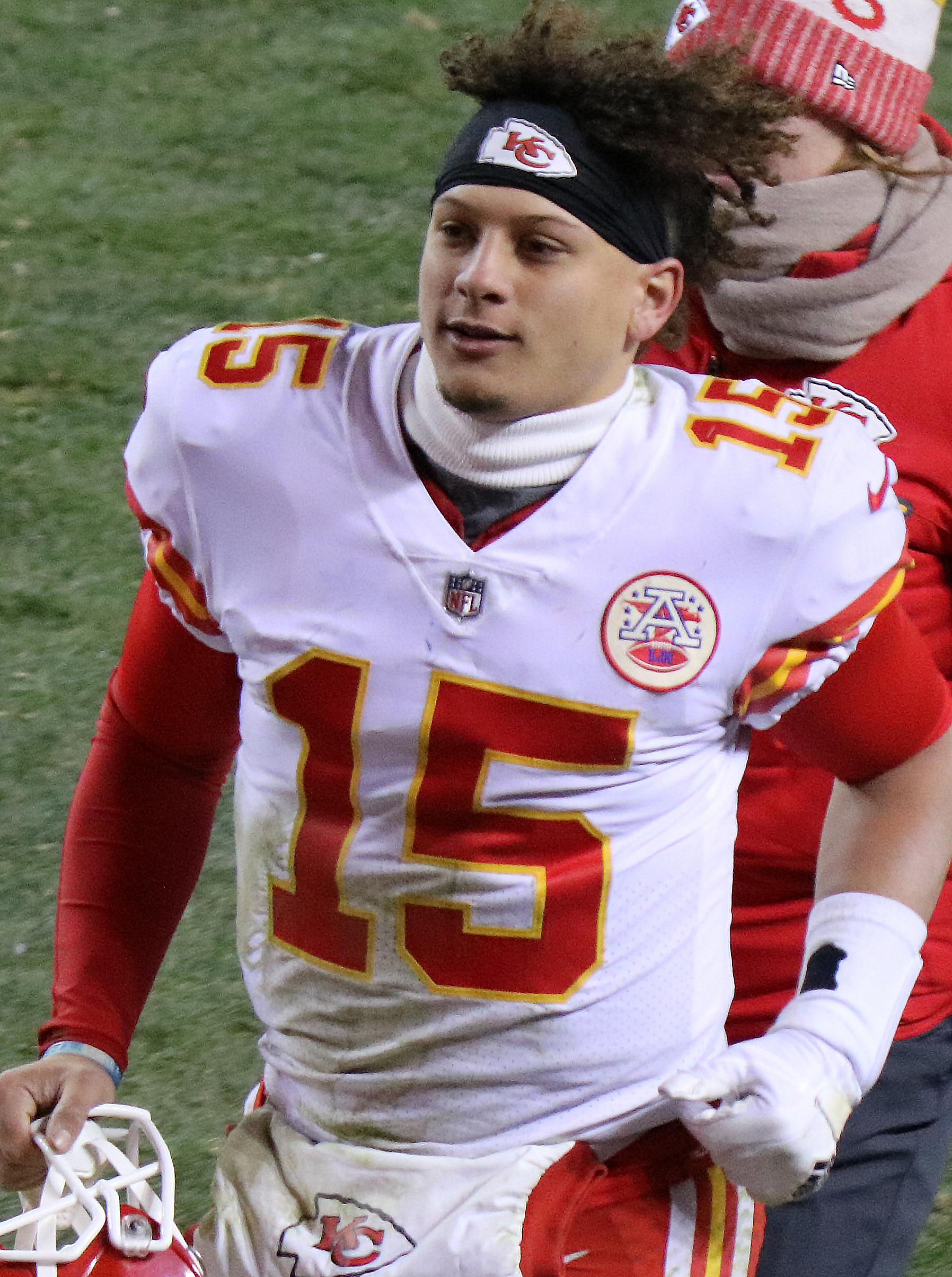
Mahomes em sua temporada de estreia.

Em 20 de julho de 2017, os Chiefs assinaram com Mahomes um contrato garantido de quatro anos no valor de US$ 16,42 milhões que inclui um bônus de assinatura de US$ 10,08 milhões.
Os Chiefs anunciaram em 27 de dezembro de 2017, que com a classificação pros playoffs e a quarta colocação nos playoffs garantidos, eles iriam descansar Alex Smith e dar a Mahomes seu primeiro jogo como titular da carreira contra o Denver Broncos na semana 17. Mahomes jogou a maior parte do jogo e ajudou a liderar os Chiefs para uma vitória por 27-24, ele completou 22 passes para 284 jardas com uma interceptação.

### Temporada de 2018
Em 30 de janeiro de 2018, os Chiefs anunciaram que haviam concordado em trocar Alex Smith, fazendo de Mahomes o quarterback titular da temporada de 2018. 
Em seu primeiro jogo, Mahomes venceu o rival da divisão Los Angeles Chargers por 38-28. No jogo ele lançou para 256 jardas, quatro touchdowns e uma classificação de quarterback de 127,5. Pelo desempenho, Mahomes foi nomeado como Jogador Ofensivo da Semana da AFC. Seu primeiro touchdown na carreira veio em um passe de 58 jardas para o wide receiver Tyreek Hill no primeiro quarto contra os Chargers. Na semana seguinte, Mahomes jogou para 326 jardas, seis touchdowns e uma classificação de 154,8.
Depois de jogar seu quinto touchdown no jogo, ele quebrou o recorde da NFL para mais passes para touchdown em seus três primeiros jogos da carreira. Após seu sexto passe de touchdown no jogo, ele quebrou o recorde da NFL para touchdowns lançados nas duas primeiras semanas da temporada. 
Por sua atuação contra os Steelers, Mahomes venceu seu segundo prêmio consecutivo de Jogador Ofensivo da Semana da AFC, tornando-se o primeiro quarterback desde Tom Brady em 2011, a começar a temporada com prêmios consecutivos de jogador da semana.
Ao final da temporada de 2018, Patrick Mahomes acumulou 50 touchdowns lançados (se tornando apenas o terceiro quarterback a fazer isso, junto com Peyton Manning e Tom Brady). Ele também foi nomeado para o Pro Bowl. Classificados para os playoffs, Mahomes liderou seu time a uma vitória contra os Colts na rodada de divisão, mas perdeu na final da conferência para o New England Patriots.

### Temporada de 2019
No primeiro jogo do Chiefs contra o Jacksonville Jaguars, Mahomes lançou 378 jardas e três touchdowns, apesar de Tyreek Hill ter se machucado no primeiro quarto e Mahomes torcer o tornozelo no segundo quarto. Na semana 2, contra o Oakland Raiders, Mahomes lançou 278 jardas e quatro touchdowns apenas no segundo quarto. Mahomes terminou o jogo com 443 jardas, recorde da carreira, e foi nomeado o Jogador Ofensivo da Semana da AFC. Pela segunda temporada consecutiva, Mahomes foi nomeado Jogador Ofensivo do Mês da AFC em setembro, depois de levar o Chiefs a um começo de 4-0 com dez touchdowns passados e sem interceptações. Mahomes deslocou sua patela no jogo do Chiefs na Semana 7 contra o Denver Broncos em uma jogada conhecida como QB Sneaky. No dia seguinte, uma ressonância magnética não revelou nenhum dano estrutural significativo ao joelho, e esperava-se que ele perdesse pelo menos três semanas. Ele voltou na semana 10 contra o Tennessee Titans, jogando 446 jardas e três touchdowns. No entanto, apesar do desempenho do Mahomes, os Chiefs perderam de 32 a 35. Na semana 16, venceu o Chicago Bears no Sunday Night Football, Mahomes comemorou contando até 10 em seus dedos, aludindo ao fato de que ele era a 10ª escolha geral no Draft da NFL de 2017 e que os Bears poderiam tê-lo escolhido com a segundo escolha em vez de escolher Mitchell Trubisky . Ele terminou a temporada com 4.031 jardas e 26 touchdowns com apenas cinco interceptações, ajudou a liderar os Chiefs na segunda campanha consecutiva de 12-4 e terminar o ano com a segunda melhor performance da AFC, ganhando o quarto título consecutivo da divisão. Nos playoffs, após passar pelo Houston Texans e o Tennessee Titans, os Chiefs se classificaram para o Super Bowl LIV, a primeira aparição da franquia nas finais da NFL após 50 anos.

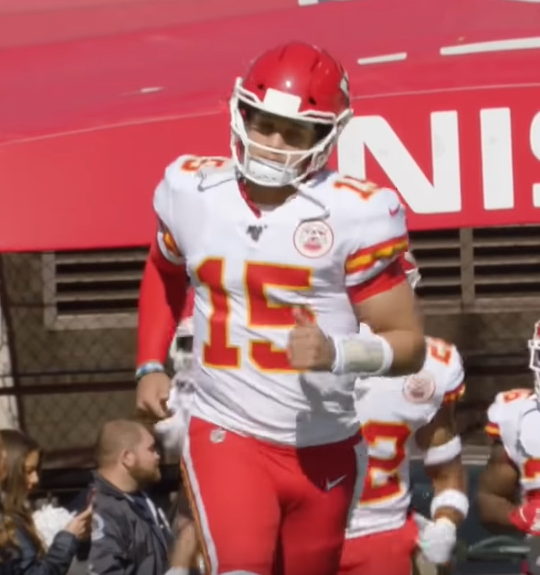
Mahomes em 2019.

No Super Bowl LIV, os Chiefs chegaram no quarto período perdendo por 10 a 20 contra o San Francisco 49ers, faltando 8:53 no relógio, o terceiro jogo seguido em que o time perdia por pelo menos dez pontos no final do terceiro período. Mahomes liderou sua equipe a marcar vinte e um pontos seguidos, virando o jogo, e garantindo o título aos Chiefs. Mahomes lançou para 286 jardas e três touchdowns, incluindo um terrestre de 29 jardas, e foi nomeado MVP do Super Bowl.

### Temporada de 2020
Em 30 de abril de 2020, os Chiefs acionaram a cláusula contratual de Mahomes para renovar automaticamente seu acordo com o time por um quinto ano adicional. Em 6 de julho, ele assinou um novo contrato, de dez anos, totalizando US$ 477 milhões de dólares, com um adicional de US$ 26 milhões em bônus por boa performance em campo, garantindo sua permanência nos Chiefs até 2031. Este contrato foi o maior já feito nos esportes dos Estados Unidos na época.
Na semana 2, na vitória dos Chiefs sobre o Los Angeles Chargers, Mahomes realizou, pela quarta vez na carreira, uma campanha para virar o jogo no último período. Kansas City perdia por 9 a 17 no último quarto, mas acabaram vencendo na prorrogação por 23 a 20. Esta também foi a sexta vez na carreira que ele virou um jogo quando perdia por dez ou mais pontos. Na semana seguinte, veio outra vitória, desta vez contra o Baltimore Ravens, onde ele lançou para 385 jardas e marcou cinco touchdowns (um terrestre e quatro passando a bola). Nesta partida, Mahomes se tornou o quarterback que ultrapassou a marca de 10 000 jardas aéreas acumuladas na carreira de forma mais rápido. Só levou 34 jogos para, de longe, superar a marca de Kurt Warner duas décadas antes. Devido a sua performance, ele foi nomeado o Jogador Ofensivo da Semana pela AFC. Na semana 8, numa vitória por 35 a 9 sobre o New York Jets, Patrick Mahomes lançou para 416 jardas e cinco touchdowns. Mahomes novamente foi nomeado como o Jogador Ofensivo da Semana na AFC por sua performance. Na semana 9, mais um resultado favorável, desta vez contra o Carolina Panthers, onde lançou para mais 372 jardas e quatro passes para touchdown. Na semana 12, contra o Tampa Bay Buccaneers, Mahomes liderou seu time a uma vitória por 27 a 24, lançando para 462 jardas e três touchdowns. Desta vez, ele foi nomeado como o Jogador Ofensivo do Mês da AFC em novembro. Em 2020, a Sports Illustrated o nomeou como o "esportista do ano" por seu ativismo após a morte de George Floyd nas mãos de policiais e seu esforço para fazer as pessoas se registrarem para votar nas eleições presidenciais de 2020. De volta ao futebol americano, na semana 14, em uma partida contra o Miami Dolphins, ele repetiu, estatisticamente, a pior performance da carreira, com três interceptações. Mahomes não jogou na última semana da temporada para descansar, já que os Chiefs haviam conquistado o direito de folgar na primeira semana dos playoffs. Mahomes terminou a temporada de 2020 com 4 740 jardas aéreas, 38 touchdowns e apenas 6 interceptações.
Na rodada de divisão dos playoffs, contra o Cleveland Browns, Mahomes deixou o jogo no terceiro quarto após sofrer um tackle pesado do linebacker Mack Wilson. Mahomes foi diagnosticado com uma concussão. Devido a isso, pelas regras, ele foi proibido de retornar ao jogo. Os Chiefs conseguiram vencer o jogo, por 22 a 17, os classificando para as finais de Conferência pelo terceiro ano seguido. Mais tarde na semana, ele afirmou, numa conferência de imprensa, que havia sido liberado do protocolo de concussão, dizendo: "Tudo correu bem. Passei por tudo; três ou quatro médicos diferentes disseram que tudo está parecendo bem."
Na final de conferência da AFC, contra o Buffalo Bills, Mahomes lançou para 325 jardas e três passes para touchdown na vitória dos Chiefs por 38 a 24, marcando a segunda aparição seguida do time no Super Bowl. Mahomes havia se tornado o jogador mais jovem a jogar em três finais de conferência. No Super Bowl LV, contra o Tampa Bay Buccaneers, Patrick Mahomes lançou para 270 jardas e duas interceptações na derrota da sua equipe por 9 a 31. Esta foi a primeira derrota por dois dígitos na sua carreira. Também foi a primeira vez desde que ele se tornou quarterback dos Chiefs onde o ataque não marcou um único touchdown ofensivo.
Três dias após o Super Bowl, Mahomes passou por uma cirurgia para corrigir uma torção de ligamentos no pé sofrida no jogo de playoff de divisão contra os Browns.

### Temporada de 2021

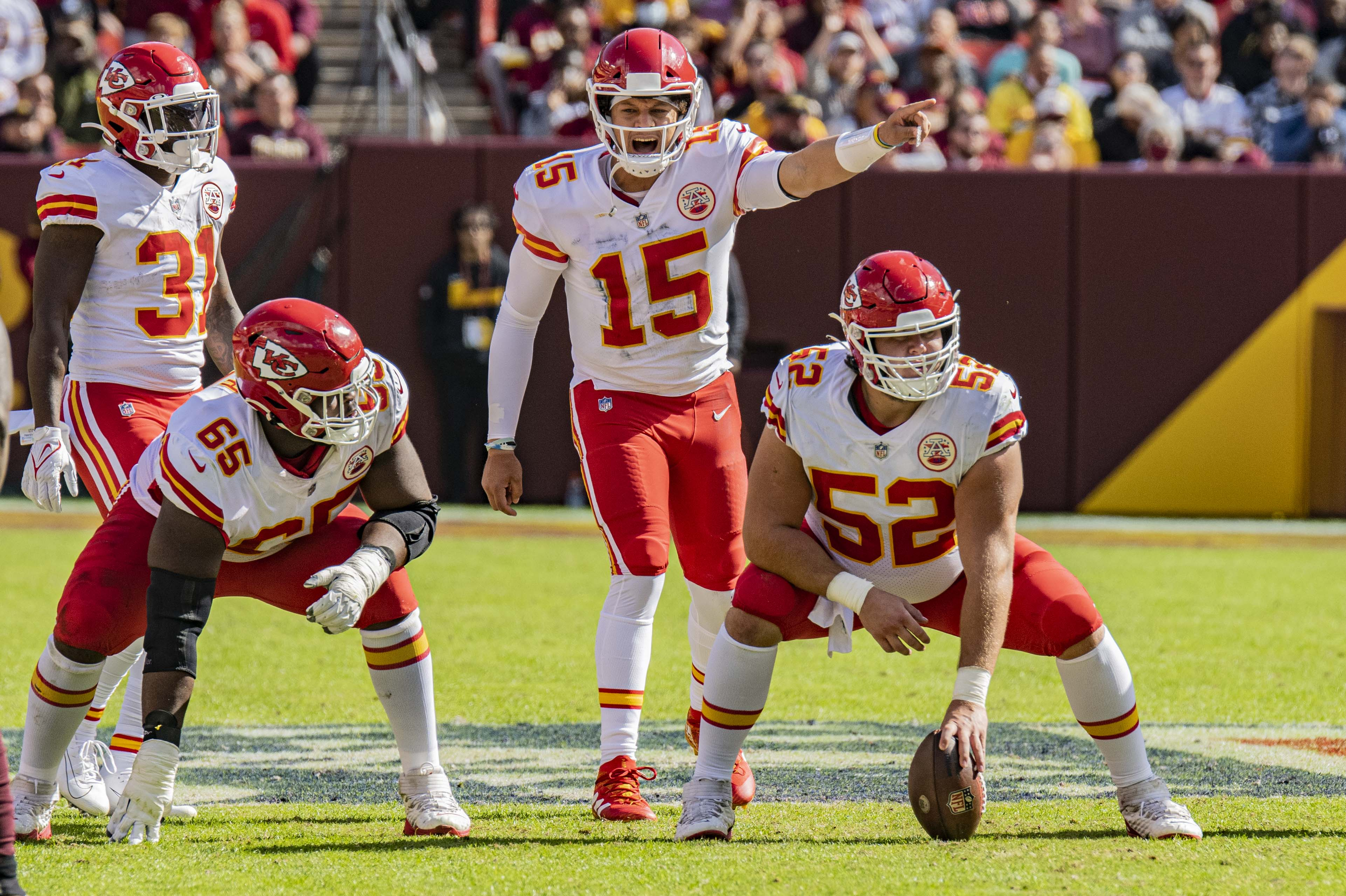
Mahomes liderando o ataque dos Chiefs, em 2021.

Em 12 de março de 2021, Mahomes reestruturou seu contrato com os Chiefs, abrindo US$ 17 milhões de dólares no teto salarial do time.
Na semana 1, Mahomes lançou para três touchdowns, sendo um terrestre, e 337 jardas na vitória por 33 a 29 sobre os Browns, que rendeu a ele o prêmio de Jogador Ofensivo da Semana da AFC. Na semana seguinte, na derrota perante o Baltimore Ravens, ele lançou sua primeira interceptação no mês de setembro na carreira. Esta também foi sua primeira derrota neste mês. Na semana 5 veio outra derrota, desta vez para o Buffalo Bills, Mahomes alcançou a melhor marca da carreira com 61 jardas terrestres e mais passes tentados com 54. A derrota por 38 a 20 foi apenas a segunda derrota por dois digitos de diferença na carreira dele e sua primeira em temporada regular. Duas semanas mais tarde, os Chiefs perderam para o Tennessee Titans por 27 a 3. Estes três pontos foram a menor quantidade de pontos na sua carreira como titular. Este jogo também foi o sétimo seguido no ano onde ele lançou uma interceptação, a maior sequência da carreira. Patrick sofreu ainda dois fumbles num tempo, que fez com que ele liderasse a liga em turnovers com apenas sete partidas na temporada. Na semana 9, os Chiefs voltaram a vencer, batendo o Green Bay Packers, num jogo onde Mahomes lançou para apenas 166 jardas, que foi uma das piores marcas da carreira, mas ele não lançou uma interceptação, pela primeira vez no ano. Mahomes teve então um bom jogo na vitória por 41 a 14 contra o Las Vegas Raiders, com ele lançando para 406 jardas e cinco touchdowns, quebrando um recorde da NFL com mais jogos (três) com 400 jardas e cinco TDs. Os quarterbacks Joe Montana, Dan Marino e Peyton Manning (todos no Hall da Fama) também tem três jogos com estes números. Na semana 15, os Chiefs venceram o Los Angeles Chargers, com Patrick lançando para 410 jardas e três touchdowns, incluindo um passe de 34 jardas para TD na prorrogação, para Travis Kelce, que fechou a partida. Este foi o sétimo jogo dele com 400 jardas em sua carreira. Mahomes encerrou a temporada com 4 839 jardas aéreas, 37 touchdowns, 13 interceptações (a marca mais alta da carreira até então) e um quarterback rating de 98,5 (também a pior marca da carreira até então). Os Chiefs fecharam o ano com doze vitórias e cinco derrotas, conquistando o sexto título de divisão da AFC West. Em todas as temporadas onde Mahomes foi titular, Kansas City obteve pelo menos doze vitórias e um título de divisão.
Os Chiefs receberam o Pittsburgh Steelers na rodada de repescagem dos playoffs, sendo a primeira vez na carreira que o time de Mahomes não folgou na primeira semana da pós-temporada. Ela acabou lançando para 404 jardas, cinco touchdowns e uma interceptação na vitória por 42 a 21. Essas 404 jardas lançadas virou o recorde da franquia para um jogo de playoff. Na rodada de divisão, contra o Buffalo Bills, Mahomes lançou para 378 jardas e três touchdowns, correndo também para 69 jardas e mais um touchdown na vitória, na prorrogação, por 42 a 36. Nos segundos finais do tempo regulamentar, precisando marcar pontos para empatar a partida, Andy Reid deu a Patrick Mahomes um discurso motivacional, o chamando de "O Ceifador" (Grim Reaper). Nos dois minutos finais do jogo e nos cinco minutos de posse de bola da prorrogação, Mahomes lançou para 177 jardas. Esta partida foi rapidamente considerada como uma das melhores na história da pós-temporada da NFL.
No AFC Championship Game, contra o Cincinnati Bengals, Mahomes lançou para 275 jarads e três touchdowns, mas também terminou com duas interceptações, incluindo uma para Vonn Bell na prorrogação, na derrota por 27 a 24.

### Temporada de 2022

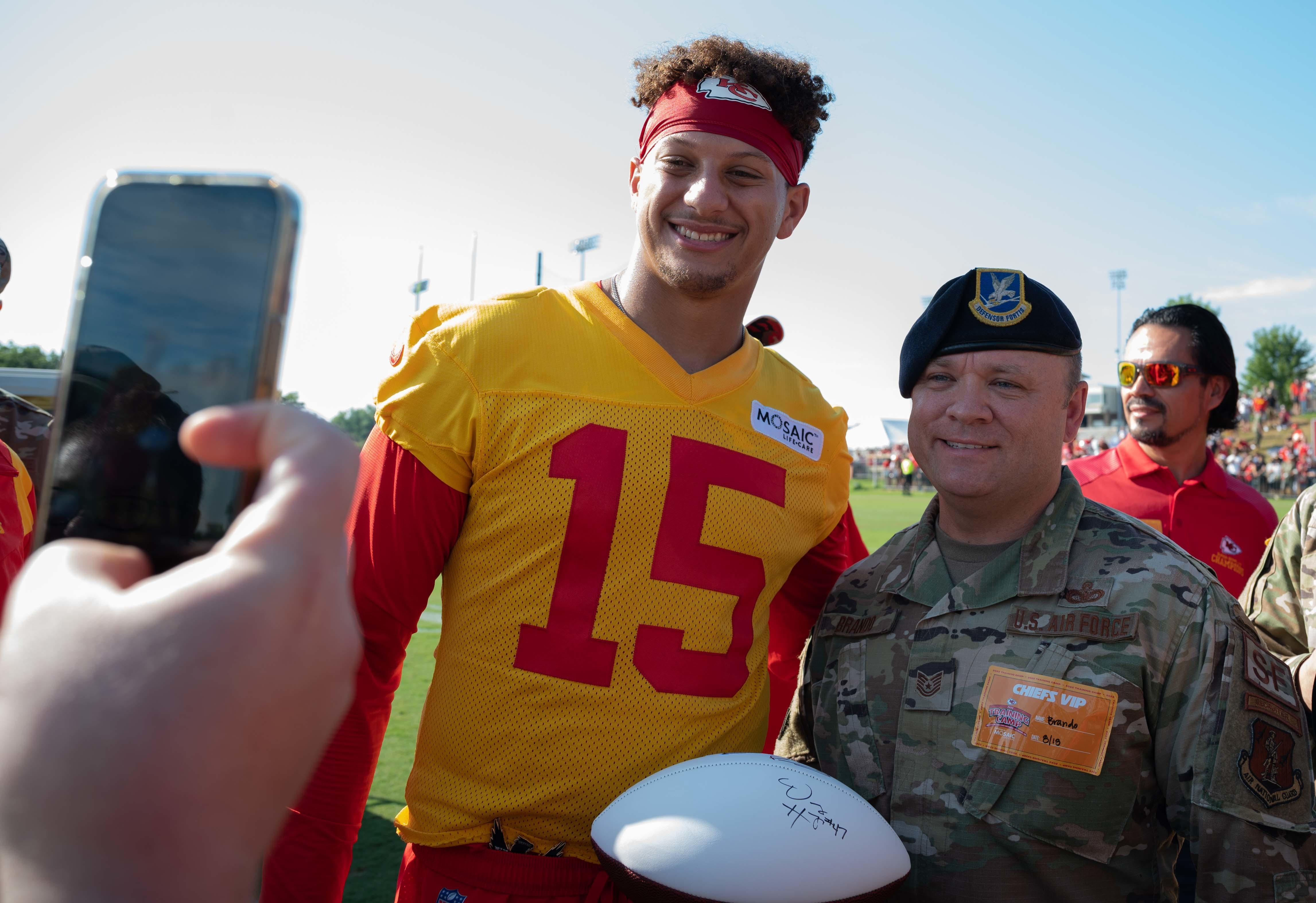
Mahomes tirando fotos com militares durante o training camp em 2022

Na semana 1 da temporada de 2022 contra o Arizona Cardinals, Mahomes lançou para 360 jardas e cinco touchdowns na vitória dos Chiefs por 44 a 21, sendo este o sexto jogo dele na carreira com cinco ou mais TDs anotados. Seu quarterback rating foi de 144,2, a terceira melhor marca de sua carreira e sua melhor performance geral desde 2020. Ele acabou sendo nomeado Jogador Ofensivo da AFC na primeira semana da temporada. Na semana 4, Mahomes lançou para 249 jardas e três touchdowns na vitória do seu time por 41 a 31 contra o Tampa Bay Buccaneers, que deu a ele sua segunda nomeação como Jogador Ofensivo da AFC para aquela semana. Já na semana 7, contra o San Francisco 49ers, ele conseguiu lançar para 423 jardas e três TDs, sendo o sétimo jogo da carreira com 400 ou mais jardas. Na semana seguinte, contra o Tennessee Titans, Mahomes estabeleceu um novo recorde da franquia em termos de passes completados (43) e passes tentados (68) em um único jogo. Nesse jogo, que foi sua 71ª partida como titular, ele quebro o recorde da NFL de mais jardas lançadas por um quarterback (QB) nos seus primeiros 75 jogos começados na carreira com 21 596 jardas aéreas. Na próxima semana, ele quebrou o recorde de passes para touchdown para um quarterback nos seus primeiros 75 jogos como titular, com 176 TDs. Mahomes foi nomeado como o melhor jogador de ataque da AFC no mês de novembro. Na semana 15, num jogo contra o Houston Texans, Mahomes correu para o seu 12º touchdown terrestre, quebrando um recorde dos Chiefs de TDs terrestres por um quarterback. No final do ano, ele foi nomeado para mais um Pro Bowl. Mahomes lançou para 5 000 jardas nessa temporada, pela segunda vez na carreira. Ele ainda quebrou o recorde da NFL de jardas totais por um quarterback (combinando jardas aéreas e terrestres) com um total de 5 608 jardas. He also broke his own Chiefs' franchise record for passing yards in a season with 5,250.

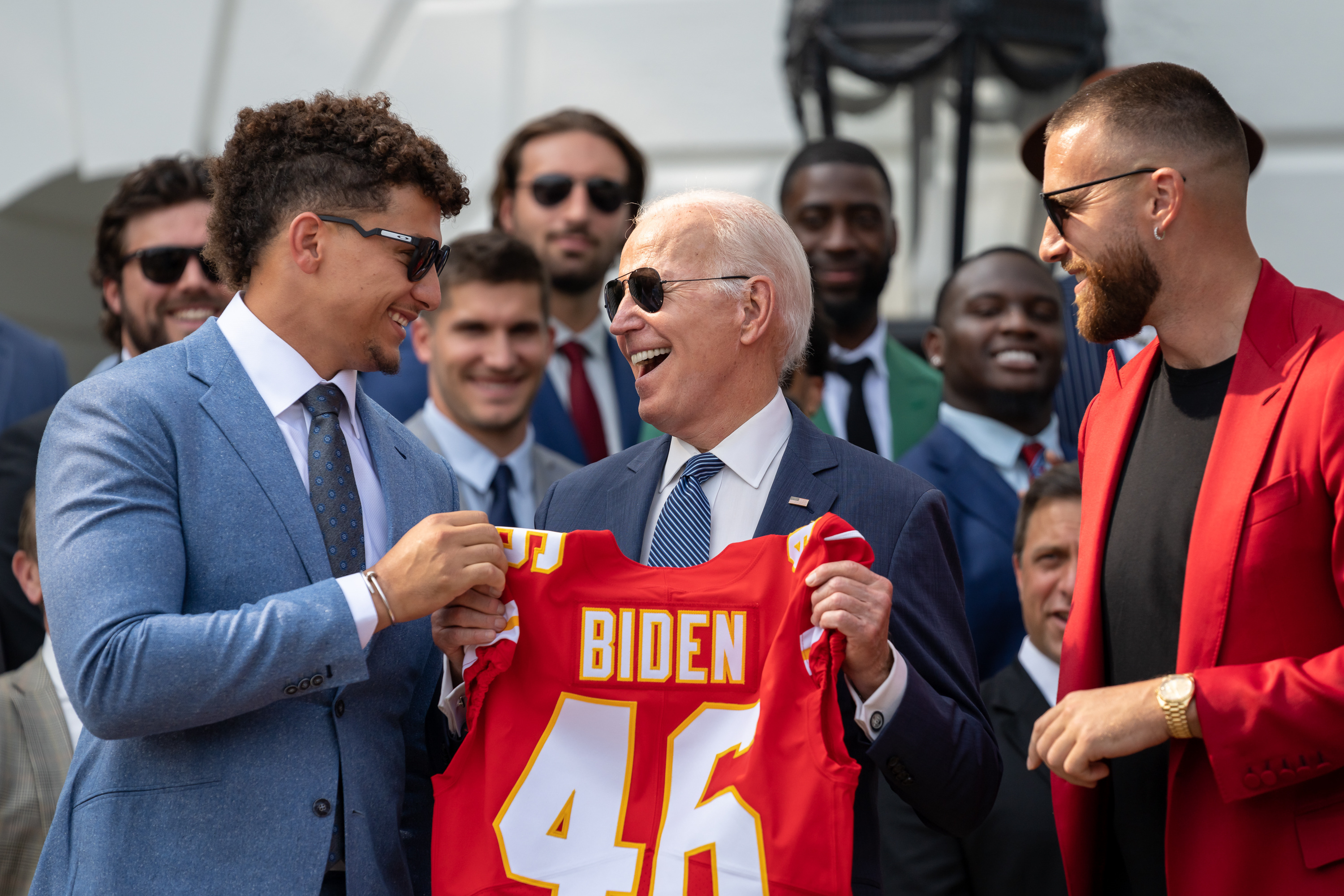
Patrick Mahomes e Travis Kelce com o Presidente Joe Biden na celebração do campeão do Super Bowl na Casa Branca em junho de 2023.

Em 2022, os Chiefs venceram quatorze dos dezessetes jogos na temporada, tendo a melhor campanha da AFC, ganhando uma semana de folga para o início dos playoffs. Na rodada de divisão da pós-temporada, o time de Kansas City conquistou uma vitória contra o Jacksonville Jaguars, mas Mahomes acabou saindo da partida durante o primeiro tempo devido a uma um entorse de tornozelo, mas ele retornou para o segundo tempo. Na final da AFC, os Chiefs derrotaram os Bengals, o que conduziu o time a seu terceiro Super Bowl em quatro temporadas. No Super Bowl LVII, Mahomes levou seu segundo título da liga no seu sexto ano como profissional, sendo o primeiro jogador desde 1999 a vencer o Super Bowl e o prêmio de MVP (melhor jogador do ano) na mesma temporada. Ele também levou o prêmio de jogador mais valioso da final.

### Temporada de 2023
Em 18 de setembro de 2023, os Chiefs e Mahomes concordaram em reestruturar seu contrato, concedendo a ele US$ 210,6 milhões entre 2023 e 2026, a maior quantia em dinheiro na história da NFL ao longo de um período de quatro temporadas. Na Semana 4, contra os Jets, Mahomes lançou seu 200º touchdown na carreira, tornando-se o jogador mais rápido na história da NFL a alcançar essa marca, fazendo isso em apenas sua 84ª partida como titular. Suas 51 jardas corridas no jogo também permitiram que ele quebrasse o recorde da franquia de Alex Smith para mais jardas corridas na carreira por um quarterback. Após derrotar o Minnesota Vikings na Semana 5, Mahomes se tornou o QB mais jovem na história da NFL a derrotar todas as outras 31 equipes além da sua própria. Na Semana 12, Mahomes completou 27 de 34 passes para 298 jardas e dois touchdowns para superar um déficit de quatorze pontos em uma vitória por 31 a 17 sobre o Las Vegas Raiders, conquistando o prêmio de Jogador Ofensivo da Semana da AFC.
Apesar de atingir várias marcas importantes, Mahomes teve sua pior temporada, em termos de estatística, até então em várias categorias, incluindo jardas por passe (7,0), jardas aéreas por jogo (261,4), interceptações (14) e rating de quarterback (92,6). Seus recebedores tiveram dificuldades em vários pontos ao longo da temporada e indo para a semana 18, os Chiefs lideraram a liga em passes perdidos. Apesar de seus recebedores liderarem a liga em quedas, Mahomes estabeleceu um recorde na carreira em porcentagem de acerto de passes (com 67,2%). Mahomes foi notavelmente multado em US$ 50,000 por criticar publicamente os árbitros da partida dos Chiefs contra os Bills, na qual perderam por 20-17 depois que um touchdown decisivo do receptor Kadarius Toney foi anulado devido a Toney se alinhar incorretamente (offsides). Mahomes reclamou enquanto cumprimentava Josh Allen após o jogo, dizendo "Péssimo pra caramba. Pior chamada que já vi na vida". Apesar dessas dificuldades, os Chiefs mais uma vez venceram a divisão, resultando no descanso de Mahomes e vários outros titulares no último jogo da temporada.
Após vencer Miami Dolphins e Buffalo Bills nos primeiros dois jogos dos playoffs, Mahomes liderou os Chiefs a sua sexta aparição seguida no AFC Championship Game, que é o segundo maior número de jogos consecutivos de campeonato de conferência de todos os tempos. Contra os Bills, Mahomes, junto com o tight end Travis Kelce, quebraram o recorde de mais touchdowns na carreira nos playoffs para uma dupla de quarterback/recebedor. Mahomes então conduziu os Chiefs a uma vitória fora de casa contra o principal cabeça de chave, o Baltimore Ravens, avançando para o Super Bowl LVIII, marcando a quarta aparição de Mahomes no Super Bowl em cinco temporadas. A vitória marcou a décima-quarta vitória nos playoffs na carreira de Mahomes, empatando com Terry Bradshaw, John Elway e Peyton Manning como terceiro quarterback com mais vitórias nos playoffs na história da NFL. No Super Bowl, Mahomes conquistou seu terceiro prêmio de MVP do Super Bowl após lançar para 333 jardas com dois touchdowns, incluindo o passe de touchdown da vitória na prorrogação para Mecole Hardman. Mahomes se tornou o terceiro jogador com três prêmios de MVP do Super Bowl. Este foi o terceiro Super Bowl da carreira de Mahomes, em quatro aparições em seis anos como titular, inaugurando a primeira dinastia esportiva da NFL na década de 2020.

### Temporada de 2024
Mahomes e os Chiefs entraram na temporada de 2024 buscando se tornar o primeiro time a vencer três campeonatos consecutivos do Super Bowl. No jogo de abertura contra os Ravens, Mahomes passou Len Dawson como o líder em jardas dos Chiefs na vitória por 27 a 20. Na semana 3, Mahomes venceu sua 77ª partida na temporada regular em uma vitória contra o Atlanta Falcons. Com a vitória, Mahomes passou Tom Brady e Roger Staubach para a maioria das vitórias por um quarterback em suas primeiras cem partidas. Na semana 8, contra o Las Vegas Raiders, Mahomes passou de 30 000 jardas aéreas na carreira, o fazendo em apenas 103 partidas. Este foi o mais rápido de todos os quarterbacks na história da NFL, superando o recorde anterior de 109 jogos estabelecido por Matthew Stafford. Mahomes ajudou os Chiefs a começarem com nove vitórias em nove jogos, empatando o melhor começo de temporada na história da franquia. Na semana 11, o time sofreu seu primeiro revés com uma derrota por 30 a 21 para o Buffalo Bills.
Com uma vitória de 29 a 10 sobre os Steelers na semana 17, Mahomes e os Chiefs garantiram a primeira colocação geral na AFC para a pós-temporada. A vitória marcou a décima-quinta vitória dos Chiefs na temporada regular, estabelecendo um novo recorde da franquia em uma única temporada. Com a classificação para os playoffs garantida, Mahomes e outros Chiefs descansaram na Semana 18. Na temporada de 2024, Mahomes terminou com 3 928 jardas aéreas, 26 touchdowns aéreos e 11 interceptações, além de 58 corridas para 307 jardas terrestres e dois touchdowns terrestres. Foi sua primeira temporada como titular sem 4 000 jardas aéreas ou uma seleção para o Pro Bowl.
Na rodada divisional, Mahomes ajudou os Chiefs a uma vitória de 23 a 14 sobre o Houston Texans. No AFC Championship Game contra o rival Bills, Mahomes marcou dois touchdowns corridos e um touchdown de passe, levando os Chiefs a uma vitória de 32 a 29 e se tornando os primeiros campeões consecutivos a retornar ao Super Bowl. A vitória também colocou Mahomes na segunda posição de todos os tempos em vitórias em playoffs entre quarterbacks, atrás de Tom Brady. No Super Bowl LIX, Mahomes teve, estatisticamente, um dos piores jogos da carreira, lançando para duas interceptações na derrota para o Philadelphia Eagles (por 40 a 22). Refletindo sobre sua segunda derrota na final da NFL (a primeira também por um placar expressivo), ele afirmou: "Toda vez que você perde um Super Bowl, é a pior sensação do mundo. Isso vai ficar com você pelo resto da carreira. Essas serão as duas derrotas que vão me motivar a ser ainda melhor pelo resto da minha carreira. Você tem que aprender com essas derrotas, que provavelmente machucam mais do que as vitórias alegram".

### Estatísticas na NFL
| Legenda | Legenda             |
| ------- | ------------------- |
|         | Venceu o Super Bowl |
|         | Liderou a liga      |
|         | MVP da NFL          |
|         | MVP do Super Bowl   |

#### Temporada regular
| Times     | Times    | Times | Passando a bola | Passando a bola | Passando a bola | Passando a bola | Passando a bola | Passando a bola | Passando a bola | Passando a bola | Correndo com a bola | Correndo com a bola | Correndo com a bola | Correndo com a bola |
| Temporada | Time     | Jogos | Comp            | Tent            | Pct             | Jardas          | Méd             | TD              | Int             | Rating          | Tent                | Jardas              | Méd                 | TD                  |
| 2017      | KC       | 1     | 22              | 35              | 62,9%           | 284             | 8,1             | 0               | 1               | 76,4            | 7                   | 10                  | 1,4                 | 0                   |
| 2018      | KC       | 16    | 383             | 580             | 66%             | 5 097           | 8,8             | 50              | 12              | 113,8           | 60                  | 272                 | 4,5                 | 2                   |
| 2019      | KC       | 14    | 319             | 484             | 65,9%           | 4 031           | 8,3             | 26              | 5               | 105,3           | 43                  | 218                 | 5,5                 | 2                   |
| 2020      | KC       | 15    | 390             | 588             | 66,3%           | 4 740           | 8,1             | 38              | 6               | 108,2           | 62                  | 308                 | 5,0                 | 2                   |
| 2021      | KC       | 17    | 436             | 658             | 66,3%           | 4 839           | 7,4             | 37              | 13              | 98,5            | 66                  | 381                 | 5,8                 | 2                   |
| 2022      | KC       | 17    | 435             | 648             | 67,1%           | 5 250           | 8,1             | 41              | 12              | 105,2           | 61                  | 358                 | 5,9                 | 4                   |
| 2023      | KC       | 16    | 401             | 597             | 67,2%           | 4 183           | 7,0             | 27              | 14              | 92,6            | 75                  | 389                 | 5,2                 | 0                   |
| 2024      | KC       | 16    | 392             | 581             | 67,5%           | 3 928           | 6,8             | 26              | 11              | 93,5            | 58                  | 307                 | 5,3                 | 2                   |
| Carreira  | Carreira | 110   | 2 778           | 4 171           | 66,6%           | 32 352          | 7,8             | 245             | 74              | 102,1           | 432                 | 2 243               | 5,2                 | 14                  |

#### Pós-temporada
| Times     | Times    | Times | Passando a bola | Passando a bola | Passando a bola | Passando a bola | Passando a bola | Passando a bola | Passando a bola | Passando a bola | Correndo com a bola | Correndo com a bola | Correndo com a bola | Correndo com a bola | Correndo com a bola |
| Temporada | Time     | Jogos | Comp            | Tent            | Pct             | Jardas          | Méd             | TD              | Int             | Rate            | Tent                | Jardas              | Méd                 | TD                  |                     |
| 2018      | KC       | 2     | 43              | 72              | 59,7%           | 573             | 8,0             | 3               | 0               | 98,9            | 5                   | 19                  | 3,8                 | 1                   |                     |
| 2019      | KC       | 3     | 72              | 112             | 64,2%           | 901             | 8,0             | 10              | 2               | 111,5           | 24                  | 135                 | 5,6                 | 2                   |                     |
| 2020      | KC       | 3     | 76              | 117             | 65%             | 850             | 7,3             | 4               | 2               | 96,4            | 13                  | 52                  | 4,0                 | 1                   |                     |
| 2021      | KC       | 3     | 89              | 122             | 73%             | 1 057           | 8,7             | 11              | 3               | 118,8           | 13                  | 117                 | 9,0                 | 1                   |                     |
| 2022      | KC       | 3     | 72              | 100             | 72%             | 703             | 7,0             | 7               | 0               | 114,7           | 12                  | 60                  | 5,0                 | 0                   |                     |
| 2023      | KC       | 4     | 104             | 149             | 69,8%           | 1 051           | 7,1             | 6               | 1               | 100,3           | 23                  | 141                 | 6,1                 | 0                   |                     |
| 2024      | KC       | 3     | 55              | 83              | 66,3%           | 679             | 8,2             | 5               | 2               | 101,4           | 22                  | 82                  | 3,7                 | 2                   |                     |
| Carreira  | Carreira | 21    | 511             | 755             | 67,7%           | 5 814           | 7,7             | 46              | 10              | 105,4           | 112                 | 606                 | 5,4                 | 7                   |                     |

### Recordes da NFL
- Mais passes de touchdown lançados nos dois primeiros jogos da temporada (10) [162]
- Mais passes de touchdown lançados nos três primeiros jogos da temporada (13) [163]
- Mais passes de touchdown lançados nos três primeiros jogos da carreira (10) [164]
- Mais passes de touchdown lançados nos oito primeiros jogos da carreira (22) [165]
- Mais jovem quarterback a lançar para seis touchdowns em um jogo (22 anos, 364 dias) [166]
- Mais jogos consecutivos fora de casa com mais de 3 passes de touchdown (7) [167]
- Primeiro jogador a lançar mais de 3.000 jardas em seus primeiros dez jogos (3.185) [168]
- Mais jogos consecutivos com 300 ou mais jardas (empatado com 8) [169]
- Jogador mais rápido a alcançar 4.000 jardas e mais de 40 passes para touchdown  (13 jogos) [170]
- Jogador que alcançou mais rápido a marca de 7 500 jardas lançadas na carreira (24 jogos)[171]
- Jogador que alcançou mais rápido a marca de 15 000 jardas lançadas na carreira (49 jogos)[172]
- Maior quantidade de jardas lançadas nos primeiros 50 games da carreira (15 348)[173]
- Maior quantidade de passes para touchdown nos primeiros 50 jogos da carreira (125)[173]

### Recordes da franquia Kansas City Chiefs
- Mais passes de touchdown lançados em um jogo: 6 (2018, empatado) [174]
- Mais passes de touchdown em uma temporada: 50 (2018) [175]
- Mais jardas passadas em uma temporada: 5 097 (2018) [176]
- Ratings de quarterback da carreira (mínimo de 500 tentativas): 108,9* [177]
- Maior quantidade de jardas em um jogo de playoff: 402 (2021–22)[106]

## Vida pessoal

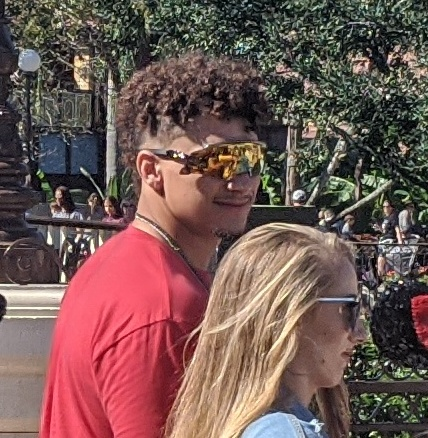
Patrick Mahomes com sua esposa Brittany no Magic Kingdom, em 2020.

O pai de Mahomes, Pat, é um ex-arremessador da Major League Baseball (MLB). Mahomes é afilhado do ex-arremessador LaTroy Hawkins, que foi companheiro de equipe de seu pai no Minnesota Twins da MLB. Ele tem um irmão mais novo, Jackson, que é influenciador de mídia digital.
Em 1 de setembro de 2020, Mahomes pediu sua namorada, Brittany Matthews, em casamento numa suíte no Arrowhead Stadium, no dia que ele recebeu o anel de campeão do Super Bowl LIV. Mahomes e Brittany namoravam desde o tempo de escola. Brittany teve uma breve carreira no futebol profissional jogando pelo clube islandês UMF Afturelding e depois tornou-se uma personal trainer certificada. Ela também é coproprietária do Kansas City Current, um time de futebol profissional feminino. Eles se casaram em 12 de março de 2022. Eles tem três filhos, duas meninas e um menino.
Em abril de 2019, Mahomes anunciou a criação de uma organização sem fins lucrativos chamada 15 and the Mahomies Foundation. O site da organização sem fins lucrativos afirma que ela é "dedicada a melhorar a vida das crianças".
Mahomes foi nomeado na lista da Time 100 das pessoas mais influentes em 2020, em 2023 e em 2024.